# Гард, Бетти
Катрин Элизабет «Бетти» Гард (англ. Katharine Elizabeth «Betty» Garde, 19 сентября 1905 — 23 декабря 1989) — американская актриса, наиболее известная по своей роли тёти Эллер в бродвейском мюзикле «Оклахома!», но за свою карьеру также успевшая сняться в ряде фильмов и поработать на радио и телевидении.

## Биография
Бетти Гард родилась в 1905 году. Училась в Пенсильванском университете.
В кино более известными стали её роли в фильмах «Звонить Нортсайд 777» (1948), «Плач большого города» (1948) и «В клетке» (1950), а на телевидении в телесериалах «Сумеречная зона» и «Хонимунеры».
Бетти Гард умерла в возрасте 84 лет в больнице в Шерман-Оукс, пригороде Лос-Анджелеса. Была похоронена на Вестминстерском кладбище в Пенсильвании.

## Избранная фильмография
- Чудесный мир братьев Гримм (1962) — Миссис Бэттенхаузен
- Принц, который был вором (1951) — Мирца
- В клетке (1950) — Китти Старк
- Плач большого города (1948) — Мисс Пруэтт
- Звонить Нортсайд 777 (1948) — Ванда Скутник